# الدب البني الصغير (مسلسل)
الدب البني الصغير (بالإنجليزية: Little Brown Bear)‏ (بالفرنسية: Petit Ours Brun
)‏
، هو مسلسل رسوم متحركة فرنسي، يتكون من 100 حلقة مدة كل حلقة دقيقتين ثم دقيقة واحدة، في فرنسا تم عرضه على فرنسا 3 في 1988، وفي الوطن العربي تم عرضه على قناة طيور الجنة الفضائية في 2008.

## وصلات خارجية
- Planéte Jeunesse